# TSエンターテインメント
TSエンターテインメント（韓国語：티에스 엔터테인먼트）は、かつて存在した韓国の芸能事務所である。2008年に設立された。

## 沿革
2008年10月、ソバンチャの元マネージャーであるキム・テソンによって設立された。同年にヒップホップグループ・Untouchableがデビュー。
2009年10月、4人組のガールズグループ・Secretがデビュー。
2011年7月、東京都に日本子会社・TS JAPANを設立した。
2012年1月、6人組のボーイズグループ・B.A.Pがデビュー。
2014年12月、7人組のガールズグループ・SONAMOOがデビュー。
2017年10月、8人組ボーイズグループ・TRCNGがデビュー。
2018年4月28日、代表のキム・テソンが死去。
2021年1月31日、公式ウェブサイトを閉鎖し、廃業した。

## 過去の所属アーティスト

### グループ
- Untouchable（2008年 - 2019年）
- Secret（2009年 - 2018年）
- B.A.P（2012年 - 2019年）
- SONAMOO（2014年 - 2021年）
- TRCNG（2017年 - 2022年）

### 俳優
- ハン・スヨン（2011年 - 2017年）